# Maksymilian Arciszewski
Maksymilian Arciszewski (ur. 2 września 1868, zm. 13 marca 1936) – główny kontroler budowy portu w Gdyni.
Specjalista budownictwa wodnego po wieloletniej praktyce w Niemczech, gdzie pracował (przez ponad dwadzieścia lat) w hamburskiej firmie Paul Cossel et Comp. Po zakończeniu I wojny światowej postanowił wracać do kraju. W 1925 został przyjęty na stanowisko głównego kontrolera w Kierownictwie Budowy Portu i przez 11 lat zajmował się budową obiektów hydrotechnicznych: betonowych kaszyc do konstrukcji nabrzeży, falochronów, pomostów i kei. Kierował też polowym laboratorium wytrzymałości betonów, a ponadto sprawował nadzór i opiekę nad praktykantami.
Zmarł nagle. Pochowany został na cmentarzu Witomińskim w Gdyni (kwatera 13-18-25).